# Полско-османски войни
Полско-османските войни са въоръжени конфликти между полско-литовската държава Жеч Посполита и Османската империя:
- Молдовска експедиция на Ян Олбрахт от 1497 г. и османска контраофанзива година по-късно – 1498;
- Молдовска болярска война в края на 16 и началото на 17 век;
- Полско-османска война (1620-1621) (или 1-ва полско-османска война);
- Полско-османска война (1633-1634);
- Полско-казашко-татарска война (1666-1671);

и като част от Голямата турска война:
- Полско-османска война (1672-1676) (или 2-ра полско-османска война);
- Полско-османска война (1683-1699) (или 3-та полско-османска война);